# Tifo murino
Tifo murino ou tifo endêmico é uma rickettsiose causada pela bactéria Rickettsia typhi. Seus sintomas são similares, porém mais amenos que os do tifo epidêmico.

## Transmissão
O tifo murino endêmico é transmitido pela pulga Xenopsylla cheopis ou por piolhos ou ácaros contaminados com a bactéria gram-negativa cocobacilar Rickettsia typhi. Frequentemente essa pulga é encontrada em ratos e outros pequenos mamíferos.

## Sinais e sintomas
Com uma taxa de mortalidade menor que 5%, a doença é consideravelmente menos grave que a forma epidêmica do tifo. Exceto pela gravidade reduzida da doença, o tifo murino endêmico é clinicamente indistinguível do tifo epidêmico:
- Febre alta e persistente;
- Manchas vermelhas no corpo;
- Dor de cabeça;
- Dor pelo corpo;
- Náusea e vômito;
- Confusão mental.

Seus sintomas são tão similares ao de outras doenças comuns e outras Riquetsioses que é difícil seu diagnóstico clínico.

## Etimologia
O termo murino refere-se ao fato de que animais do gênero mus, como ratos, são vetores da pulga que transmite a bactéria dessa tifo. Endêmico se refere a seu caráter mais local, em oposição a epidêmico que é mais generalizado, apesar disso ocorrem casos em todos os continentes (exceto Antártida).

## Prevenção
A prevenção é voltada a eliminação das pulgas e ratos transmissores. Como eles também morrem com a doença, isolar a área do surto por alguns dias, vacinar os não-infectados e tratar as pessoas infectadas com antibióticos adequados a enterites gram-negativas costuma ser suficiente para eliminar a doença de uma região.

## Tratamento
Pode ser feito com tetraciclina, cloranfenicol ou outro antibiótico eficaz contra proteobactérias gram-negativas.